# Glenn Schuurman
Glenn Schuurman (Boxtel, 16 april 1991) is een Nederlands hockeyer die uitkomt voor HC Bloemendaal.
Op 17 november 2012 werd Schuurman door bondscoach Paul van Ass opgeroepen voor de Nederlandse hockeyploeg als vervanger van de geblesseerde Mink van der Weerden in de aanloop van het toernooi om de Champions Trophy. Niet lang daarna op 28 november maakte hij zijn interlanddebuut in de vriendschappelijke wedstrijd tegen Engeland (5-2 winst). Schuurman speelt sinds 2009 in het shirt van de Musschen, daarvoor speelde hij bij MEP uit Boxtel. In 2010 werd hij landskampioen met Bloemendaal.
Hij nam deel aan de Olympische Spelen van 2016, waar hij met het Nederlands team een 4e plaats behaalde.
Naast het hockey studeert Schuurman aan de Johan Cruyff University van de Hogeschool van Amsterdam Commerciële Economie.